# Agaat (variëteit)

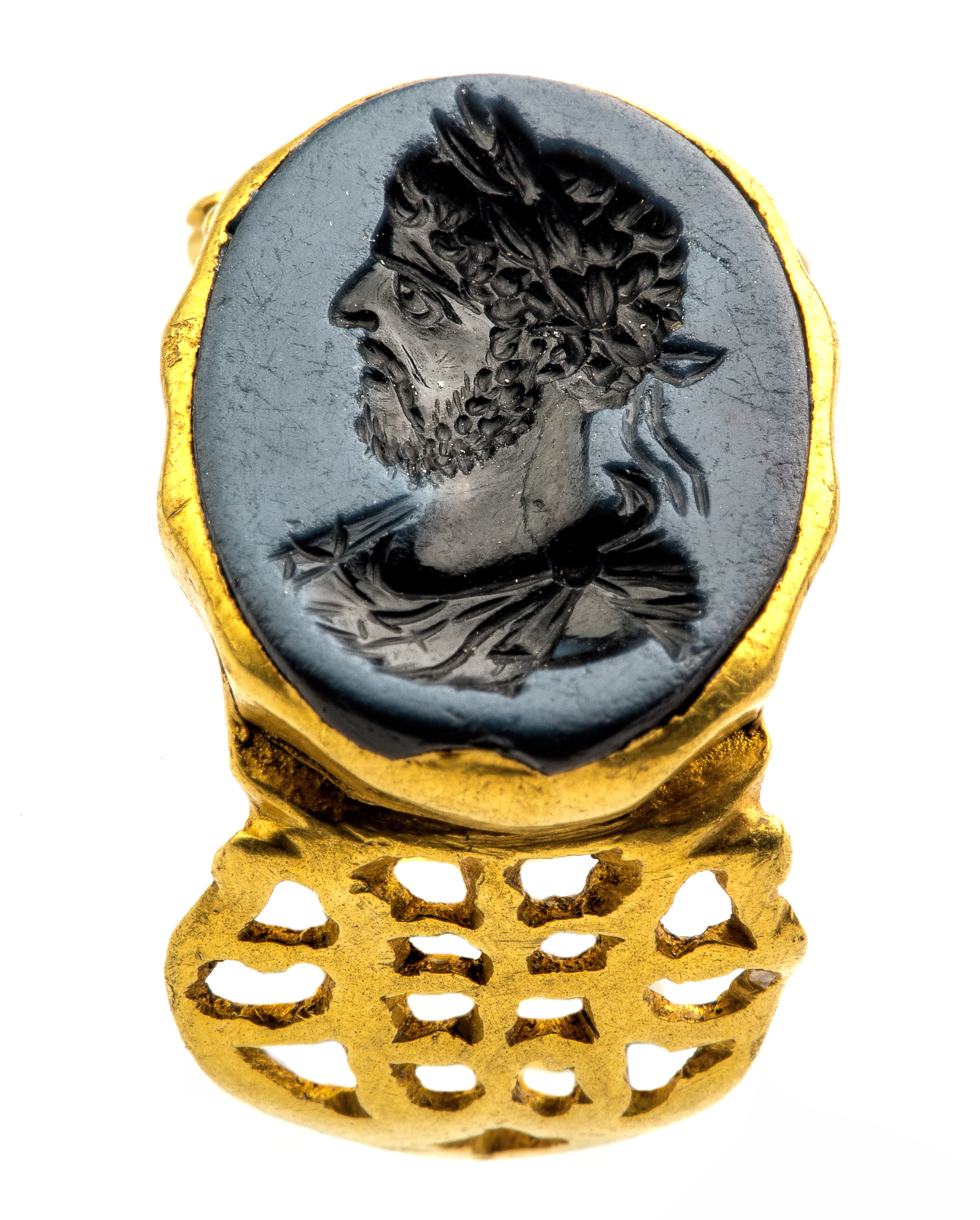
Gouden Romeinse zegelring met portret van Commodus in nicolo (agaat), 180-200 n.Chr., gevonden in Tongeren, Gallo-Romeins Museum

Agaat is een grotendeels fijnkristallijne doorzichtige, maar soms ook opake variëteit van kwarts en een subvariëteit van chalcedoon. Agaat bestaat vooral uit vervlochten kristallen kwarts en moganiet (beide kwarts, maar met een andere kristalstructuur, respectievelijk trigonaal en monoklien). Een agaat heeft vaak een parallelle bandering (of concentrische dunne lijnen). De chemische structuur van agaat is identiek aan die van jaspis, vuursteen en hoornkiezel.
In het algemeen zijn agaten samengesteld uit chalcedoon (een zeer fijnvezelige vorm van kwarts), soms in combinatie met één of meer grofkristallijne varianten van kwarts, zoals amethist, rookkwarts, gecombineerd met carneool en/of jaspis. Ook komen de mineralen calciet (calciumcarbonaat) en celadoniet voor. Die laatste is een bleekgroen mineraal uit de chlorietgroep.
Karakteristiek voor agaten is de huid, de groene buitenkant rond de binnenste blaas. Die minerale huid bestaat uit één of meer silicaatmineralen, zoals celadoniet, chloriet en saponiet.
Agaten worden gevormd in gesteente waarin zich blazen, scheuren of spleten bevinden, zoals in het vulkanisch gesteente andesiet en in basalt. De in scheuren of spleten gevormde agaat wordt aderagaat of nerf-agaat genoemd. Agaten komen ook voor in sedimentgesteenten of afzettingsgesteenten en – eenmaal losgemaakt uit de matrix – als zwerfsteen. Agaat wordt vaak samen met opaal gevonden.
Sommige agaten tonen een structuur alsof materiaal naar buiten is geperst, via een kanaal of een ontsnappingstuit.
In de afgelopen decennia heeft onderzoek belangrijke resultaten opgeleverd over de vraag hoe agaten in detail gestructureerd zijn en hoe ze gevormd worden.  Een informatieve publicatie over de structuur en het ontstaan van agaten in het Nederlands is online beschikbaar.  Agaten worden alleen gevormd bij temperaturen ver onder de 200 graden Celsius. Hoge druk is niet nodig.
De kleurrijke, gestreepte exemplaren worden gebruikt als halfedelsteen. Agaat wordt wel gebruikt om bladgoud bij boekversiering te polijsten.

## Etymologie
De aanduiding agaat wordt zowel gebruikt als stofnaam als voor de stenen.
Plinius de Oudere veronderstelde een verband tussen de aanduiding agaat en het Griekse Ἀχάτης, Achatès, wat toen de naam was van de rivier de Dirillo of Acate, in het zuiden van Sicilië, waar agaten en andere chalcedonen voorkwamen. Hij stelde dat ze daar voor het eerst gevonden waren.
In de spelling achaat, die tot in de 17e eeuw wel gebruikt werd, is de door Plinius gesignaleerde overeenkomst goed te zien, maar ook schrijfwijzen als acaet (circa 1285), ac(h)aet, agaet en aget komen in het Nederlands voor. Etymologen zoeken de woordherkomst elders, zij vermoeden een niet-Indo-Europese herkomst, mogelijk Semitisch. Via het Griekse akhā́tēs en het middeleeuws Latijnse achates zou het in het Nederlands terecht gekomen zijn, eventueel via het Oudfranse achate (12e eeuw) en agathe (13e eeuw) en het Nieuwfranse agate. Ewoud Sanders is zeker van een Franse afstammingslijn en vond een attestatie in 1266.

## Eigenschappen
- Chemische samenstelling: SiO2 + Al, Ca, Fe, Mn
- Kristalstelsel: behoort tot chalcedoonachtige kwartskristallen, trigonaal
- Splijting: geen
- Kleur: lichtblauw of grijs maar het kan ook groen zijn
- Streepkleur: geen
- Glans: glasglans, mat, zijdeglans
- Hardheid (Mohs): 6,5 tot 7
- Gemiddelde dichtheid: 2,65 kg/dm3
- Transparantie: doorzichtig tot doorschijnend

### Typen agaat
- Agaat
- Agaat Brazil
- Blue Lace agaat of grijs
- Boomagaat
- Botswana agaat
- Brokkenagaat
- Dendritisch agaat
- Fossielagaat
- Landschapsagaat
- Leeuwenagaat
- Mosagaat
- Ogenagaat
- Pijpagaat
- Ringenagaat
- Steragaat
- Vuuragaat

## Agaat in de volksgeneeskunde en astrologie
Van oudsher werd agaat gedragen als gelukssteen of ter genezing. Er werden ook gebruiksartikelen van agaat gemaakt zoals knoopjes.

## Vindplaatsen
Agaatverbindingen vormen zich als oplossing van kiezelzuur in holten in oudere rotsen. De stenen kunnen kunstmatig worden bevlekt om kleurcombinaties te verkrijgen die levendiger zijn dan die gevonden worden in de natuur. De belangrijke bronnen van agaat zijn Brazilië, Uruguay en de Verenigde Staten (Oregon, Washington en rond het Bovenmeer). Dichter bij Nederland en België wordt ook agaat gevonden in de Hunsrück in Duitsland, en in Auvergne in Frankrijk. In het grind dat door de Rijn is meegevoerd, komt ook een enkele keer agaat voor.